# Комбс, Люк
Люк А́льберт Комбс (англ. Luke Albert Combs; род. 2 марта 1990, Хантерсвилл, Мекленберг, Северная Каролина)— американский кантри-музыкант, автор и исполнитель.
Его музыка принесла ему три номинации на премию «Грэмми», две музыкальные премии IHeartRadio, четыре премии Академии музыки кантри и шесть премий Ассоциации музыки кантри, включая высшую награду «Музыкант года» 2021 и 2022 года.

## Биография
См. также «Luke Combs» в английском разделе.
Родился 2 марта 1990 года в г. Шарлотт в Северной Каролине (США).
С детства выступал в роли вокалиста. Во время обучения в школе A.C. Reynolds High School, Комбс играл в футбол и выступал в различных вокальных группах, включая сольное выступление в знаменитом Карнеги-холл. Позднее он поступил в Appalachian State University и переехал в Нашвилл с целью начать музыкальную карьеру.
Все пять первых синглов («Hurricane», «When It Rains It Pours», «One Number Away», «She Got the Best of Me» и «Beautiful Crazy») достигли первого места в радиоэфирном кантри-чарте США Country Airplay, что сделало Комбса первым в истории этого хит-парада (запущенного в 1990 году) исполнителем с таким достижением.
В июне 2019 года вышел мини-альбом The Prequel (EP), который возглавил альбомный кантри-чарт Top Country Albums, а 22 июня все пять синглов вошли в список 25 лучших кантри-песен недели Hot Country Songs Top 25 одновременно (№ 3, «Beer Never Broke My Heart»; № 12, «Even Though I’m Leaving»; № 19, «Lovin' On You»; № 20, «Refrigerator Door»; № 21, «Moon Over Mexico»). Это произошло впервые за последние 60 лет. Тогда, в 1959 году этот рекорд установил Джонни Кэш (25 мая 1959 года: № 8, «Luther Played the Boogie»; № 11, «Frankie’s Man, Johnny»; № 14, «You Dreamer You»; № 15, «Thanks a Lot»; № 20, «Don’t Take Your Guns to Town»).
В ноябре 2020 года сингл «Forever After All» дебютировал на втором месте американского хит-парада Billboard Hot 100 и на первых местах в Digital Song Sales и № 1 в Hot Country Songs (где стал третьим чарттоппером). Также на первое место альбомного чарта Billboard 200 снова поднялся альбом What You See Is What You Get (2019), благодаря его делюксовому переизданию с новыми треками. Учитывая, что одновременно на первом месте Hot 100 дебютировал трек «Positions» это позволило им вместе с «Forever After All» повторить ещё один рекорд. Ранее только два раза в истории новые синглы дебютировали сразу на первых двух местах Hot 100. 14 ноября 2015 года это были «Hello» (№ 1, Адель) и «Sorry» (№ 2, Бибер), а 28 июня 2003 года — «This Is the Night» (№ 1, Клэй Эйкен) и «Flying Without Wings» (№ 2, Ruben Studdard).
Все первые 13 (14) синглов Комбса (13 от «Hurricane» в 2016 году и до «Doin' This» в 2022 году; или 14 с учётом «Cold Beer Calling My Name» Джеймсона Роджерса при участии Люка Комбса, 2021) подряд занимали первое место в радиоэфирном кантри-чарте Country Airplay. После чего там в 2023 году были ещё чарттопперы «Going, Going, Gone» и «Fast Car». Когда версия Комбса песни Трейси Чепмен «Fast Car» (1988) заняла первое место в чарте Country Airplay, Чепмен стала первой чернокожей женщиной (как сольный автор), которой удалось занять первое место в кантри с сольной композицией.

## Дискография
См. также «Luke Combs Discography» в английском разделе.

### Студийные альбомы
| Название                     | Детали                                                   | Высшая позиция | Высшая позиция | Высшая позиция | Высшая позиция | Продажи        | Сертификации                                    |
| Название                     | Детали                                                   | US Country     | US             | AUS            | CAN            | Продажи        | Сертификации                                    |
| ---------------------------- | -------------------------------------------------------- | -------------- | -------------- | -------------- | -------------- | -------------- | ----------------------------------------------- |
| This One’s for You           | - Дата выхода: 2 июня 2017 - Лейбл: Columbia Nashville   | 1              | 4              | 7              | 10             | - США: 448,300 | - RIAA: 2× Platinum - ARIA: Gold - MC: Platinum |
| What You See Is What You Get | - Дата выхода: 8 ноября 2019 - Лейбл: Columbia Nashville | 1              | 1              | 1              | 1              |                |                                                 |

- Growin’ Up (2022)
- Gettin’ Old (2023)

### Мини-альбомы (EP)
| Название              | Детали                                                                        | Высшая позиция | Высшая позиция | Высшая позиция | Продажи      |
| Название              | Детали                                                                        | US Country     | US             | US Indie       | Продажи      |
| --------------------- | ----------------------------------------------------------------------------- | -------------- | -------------- | -------------- | ------------ |
| The Way She Rides     | - Дата выхода: 4 февраля, 2014 - Лейбл: Luke Combs                            | —              | —              | —              |              |
| Can I Get an Outlaw   | - Дата выхода: 1 июля 2014 - Лейбл: Luke Combs                                | —              | —              | —              |              |
| This One’s for You    | - Дата выхода: 27 ноября 2015 - Лейбл: River House Artists/Columbia Nashville | 24             | 151            | 29             | - US: 15,800 |
| «—» неучастие в чарте |                                                                               |                |                |                |              |

### Синглы
| Год                            | Сингл                       | Высшая позиция | Высшая позиция     | Высшая позиция | Высшая позиция | Высшая позиция | Высшая позиция | Продажи       | Сертификации                          | Альбом                             |
| Год                            | Сингл                       | US Country     | US Country Airplay | US             | AUS            | CAN Country    | CAN            | Продажи       | Сертификации                          | Альбом                             |
| ------------------------------ | --------------------------- | -------------- | ------------------ | -------------- | -------------- | -------------- | -------------- | ------------- | ------------------------------------- | ---------------------------------- |
| 2016                           | «Hurricane»                 | 3              | 1                  | 31             | —              | 2              | 62             | - US: 670,000 | - RIAA: 4× Platinum - MC: 2× Platinum | This One’s for You (и переиздание) |
| 2017                           | «When It Rains It Pours»    | 1              | 1                  | 33             | —              | 1              | 54             | - US: 459,000 | - RIAA: 3× Platinum - MC: 2× Platinum | This One’s for You (и переиздание) |
| 2018                           | «One Number Away»           | 3              | 1                  | 34             | —              | 1              | 87             | - US: 316,000 | - RIAA: 2× Platinum - MC: Gold        | This One’s for You (и переиздание) |
| 2018                           | «She Got the Best of Me»    | 2              | 1                  | 31             | —              | 1              | 52             | - US: 375,000 | - RIAA: Platinum - MC: Gold           | This One’s for You (и переиздание) |
| 2018                           | «Beautiful Crazy»           | 1              | 1                  | 21             | —              | 1              | 35             | - US: 424,000 | - RIAA: 2× Platinum - MC: Gold        | This One’s for You (и переиздание) |
| 2019                           | «Beer Never Broke My Heart» | 3              | 10                 | 22             | 44             | 35             | 33             |               |                                       | The Prequel                        |
| «—» означает неучастие в чарте |                             |                |                    |                |                |                |                |               |                                       |                                    |

## Награды и номинации
| Год  | Награда                          | Категория                          | Номинированная работа              | Результат | Ref    |
| ---- | -------------------------------- | ---------------------------------- | ---------------------------------- | --------- | ------ |
| 2017 | CMT Music Awards                 | Breakthrough Video of the Year     | «Hurricane»                        | Номинация | [ 32 ] |
| 2017 | Country Music Association Awards | New Artist of the Year             | Люк Комбс                          | Победа    | [ 33 ] |
| 2018 | iHeartRadio Music Awards         | Country Song of the Year           | «Hurricane»                        | Номинация | [ 34 ] |
| 2018 | iHeartRadio Music Awards         | New Country Artist of the Year     | Люк Комбс                          | Победа    | [ 34 ] |
| 2018 | Billboard Music Awards           | Top Country Artist                 | Люк Комбс                          | Номинация | [ 35 ] |
| 2018 | Billboard Music Awards           | Top Country Album                  | This One’s for You                 | Номинация | [ 35 ] |
| 2018 | CMT Music Awards                 | Video of the Year                  | «When It Rains It Pours»           | Номинация | [ 36 ] |
| 2018 | Country Music Association Awards | New Artist of the Year             | Люк Комбс                          | Победа    |        |
| 2018 | Country Music Association Awards | Male Vocalist of the Year          | Люк Комбс                          | Номинация |        |
| 2019 | Grammy Awards                    | Best New Artist                    | Luke Combs                         | Номинация |        |
| 2019 | Academy of Country Music Awards  | New Male Artist of the Year        | Luke Combs                         | Победа    |        |
| 2019 | Academy of Country Music Awards  | Male Artist of the Year            | Luke Combs                         | Номинация |        |
| 2019 | CMT Music Awards                 | CMT Performance of the Year        | Luke Combs and Leon Bridges        | Победа    | [ 37 ] |
| 2019 | CMT Music Awards                 | Video of the Year                  | «She Got the Best of Me»           | Номинация | [ 37 ] |
| 2019 | iHeartRadio Music Awards         | Country Artist of the Year         | Luke Combs                         | Победа    | [ 38 ] |
| 2019 | Billboard Music Awards           | Top Country Artist                 | Luke Combs                         | Победа    | [ 39 ] |
| 2019 | Billboard Music Awards           | Top Country Male Artist            | Luke Combs                         | Победа    | [ 39 ] |
| 2019 | Billboard Music Awards           | Top Country Album                  | This One’s For You                 | Победа    | [ 39 ] |
| 2019 | Billboard Music Awards           | Top Country Song                   | «She Got the Best of Me»           | Номинация | [ 39 ] |
| 2019 | Country Music Association Awards |                                    |                                    |           |        |
| 2019 | Male Vocalist of the Year        | Luke Combs                         | Победа                             |           |        |
| 2019 | Song of the Year                 | «Beautiful Crazy»                  | Победа                             |           |        |
| 2019 | Musical Event of the Year        | «Brand New Man» (w/ Brooks & Dunn) | Номинация                          |           |        |
| 2020 | Grammy Awards                    | «Brand New Man» (w/ Brooks & Dunn) | Best Country Duo/Group Performance | Номинация |        |
| 2020 | Academy of Country Music Awards  | Entertainer of the Year            | Luke Combs                         | Номинация | [ 40 ] |
| 2020 | Academy of Country Music Awards  | Male Artist of the Year            | Luke Combs                         | Победа    | [ 40 ] |
| 2020 | Academy of Country Music Awards  | Album of the Year                  | What You See Is What You Get       | Победа    | [ 40 ] |
| 2020 | Country Music Association Awards | Entertainer of the Year            | Luke Combs                         | Номинация |        |
| 2020 | Country Music Association Awards | Male Vocalist of the Year          | Luke Combs                         | Победа    |        |
| 2020 | Country Music Association Awards | Album of the Year                  | What You See Is What You Get       | Победа    |        |
| 2020 | Country Music Association Awards | Single of the Year                 | «Beer Never Broke My Heart»        | Номинация |        |
| 2020 | Country Music Association Awards | Song of the Year                   | «Even Though I’m Leaving»          | Номинация |        |
| 2020 | Country Music Association Awards | Song of the Year                   | «I Hope You’re Happy Now»          | Номинация |        |